# 와수초등학교
와수초등학교는 대한민국 강원특별자치도 철원군에 있는 초등학교다.

## 학교 연혁
- 1955.09.05 와수국민학교로 개교
- 1981.08.03 와수국민학교 병설유치원 설립인가
- 1996.03.10 와수초등학교로 개칭
- 2010.03.01 강원도철원교육지원청 인성연구(시범)학교 지정 운영
- 2014.09.01 제22대 한만식 교장선생님 취임
- 2015.02.12 제60회 졸업식 거행(총 6,193명)